# Arakava Hiromu
Arakava Hiromi (荒川弘美; Hepburn: Arakawa Hiromi), művésznevén Arakava Hiromu (荒川弘; Hepburn: Arakawa Hiromu; Hokkaidó, 1973. május 8. –) japán mangaka a hokkaidói Makubecuból. Elsősorban a Fullmetal Alchemist című mangájáról ismert, ami mind Japánban, mind külföldön nagy népszerűségre tett szert, és később két anime is készült belőle. Műveiben gyakran ábrázolja önmagát stilizált szemüveges tehénként.

## Élete
Arakava 1973. május 8-án a hokkaidói Makubecu városában született egy mezőgazdász család negyedik gyermekeként. Szüleivel és öt lánytestvérével egy tehenészetben  nevelkedett fel. Arakava már gyerekkora óta mangarajzoló szeretett volna lenni, és iskolásévei alatt gyakran rajzolt a füzetébe. Középiskolai tanulmányait a Hokkaidó Obihiro Mezőgazdasági Szakközépiskolában tette le. A középiskola elvégzése után hét évig tanult havi egy alkalommal olajfestészetet, miközben a szüleinek segített a tejüzemben. Ez alatt az idő alatt barátaival dódzsinsiket készített a Dennó szensi Bukand (電脳山賊武漢堂, ’Bukand, a kiberkarcos’) nevű alkotói körben, és Edmund Arakawa (エドモンド荒川) álnéven jonkomákat rajzolt a Gamest magazinnak.
Arakava 1999-ben végül Tokióba költözött, ahol mangaka pályafutását Etó Hirojuki asszisztenseként kezdte a Mahódzsin Guru Guru című sorozaton. Első megjelenő alkotása az egykötetes Stray Dog volt, amelyet a Square Enix kiadó Gekkan Sónen Gangan című magazinjában tett közzé 1999-ben. A Stray Dog elnyerte a kilencedik 21. századi Sónen Gangan díjat. 2000-ben ugyanitt publikálta a négykötetes Sanghaj jómakikai (上海妖魔鬼怪; Hepburn: Shanghai yōmakikai, ’Sanghaj démonai’) című mangája első fejezetét. 2001 júliusában közzétette az újságban a Fullmetal Alchemist első fejezetét is. A 2003-as első animefeldolgozás elkészítésekor segítséget nyújtott a munkálatokat végző Bones stúdiónak. Azonban később mégis hagyta, hogy egyedül folytassák tovább a munkát, hogy az animének és a mangának különböző befejezése legyen. Művével 2004-ben elnyerte a sónen kategóriában a Shogakukan manga-díjat. A manga második animeadaptációjában már ő maga is jelentősen részt vett, hiszen a mangával egy időben, annak története alapján haladt a befejezés felé.
Jelenleg Tokióban él férjével és három gyermekükkel. A Fullmetal Alchemist óta hat további munkát adott ki: Raiden-18, Szóten no kómori, Dzsúsin enbu, Hjakusó kizoku, Gin no szadzsi, Arslan szenki. 2013-ban a Gin no szadzsi című mangája elnyerte a Shogakukan manga-díjat sónen kategóriában.

## Stílus és inspirációk
Arakava rajzstílusa nagyon kiegyensúlyozott és jellegzetes, melyre elsősorban Takahasi Rumiko (InuYasha), Tagava Szuihó (Norakuro), a Judetamago (Kinnikuman) és Mizuki Sigeru (GeGeGe no Kitaró) volt hatással. Arakavát gyermekkorában inkább a fiatal fiúknak szóló sónenek, semmint a kislányoknak szóló sódzsók kötötték le, így amikor tíz évvel később rajzolni kezdett ő is ilyeneket készített. A férfias Edmund Arakawa és Arakava Hiromu álneveket is azért vette fel, hogy a férfi olvasók ne ugorhassák át a műveit arra hivatkozva, hogy nők nem írhatnak jó sóneneket. Mezőgazdász élete a mangáira is nagy hatással voltak. Agrárként megtanulta értékelni a kemény munkát, illetve, hogy az ember annyit kap vissza valamiből amennyi energiát abba belefektetett. Ez nem csak a műveiben kap jelentős szerepet, de ő maga is keményen dolgozik, amibe belekezd abba sok energiát fektet. A Fullmetal Alchemist írása alatt nem csak több mint 40 oldalt írt és rajzolt meg havonta, de színes illusztrációkat is készített, szereplőket tervezett a Fullmetal Alchemist-videojátékokhoz, regényeket rajzolt, valamint animesorozatoknál és -filmeknél is közreműködött. Hogy a manga és a Fullmetal Alchemist: Testvériség anime befejezése egybecsengjen havonta több mint 60 oldalt készített el, miközben 2007-ben megszületett első gyermeke is, akivel azonban nem ment szabadságra.
Mivel a farmon szorgalmas, aktív nők vették körül, ezért műveire jellemzőek a sokoldalú és prominens női szereplők, hiszen megpróbál minél változatosabb és összetettebb női mellékszereplőket alkotni. Ugyan történeteiben szerepet kapnak a sónen mangákban gyakran feltűnő, a nemek körül kialakult toposzok, azonban a narratíván keresztül számos közhelyet is ledönt. Ezzel biztatja az olvasóit a többi irodalmi műben vagy a való életben látható, a nőkkel kapcsolatos sztereotípiák leküzdésére. Mangáiban a nőket gyakran a férfiak által uralt szakmák sikeres művelőiként ábrázolja, ezzel biztatva olvasóit arra, hogy a nőket a hagyományosan férfiszakmákban is el tudják képzelni. Arakava művei több másik gyakori klisét is pellengérre állítanak, köztük azt a gondolkodásmódot miszerint jobb nem megosztani az érzéseinket, hogy az igazi férfiak nem mutatják ki az érzelmeiket vagy a bajba esett kislány képét. Mangáiban gyakran arra is biztatja a fiúkat, hogy legyenek nyitottak a nőkkel szembeni csodálatukkal és bátran tekintsenek rájuk befolyásos személyként.

## Munkái
- Stray Dog (1999)
- Sanghaj jómakikai (上海妖魔鬼怪; Hepburn: Shanghai yōmakikai?, ’Sanghaj démonai’) (2000)
- Fullmetal Alchemist (鋼の錬金術師; Hepburn: Hagane no renkinjutsushi?, ’Acélalkimista’) (2001–2010)
- Raiden-18 (2005)
- Szóten no kómori (蒼天の蝙蝠; Hepburn: Sōten no kōmori?, ’Denevér a kék égen’) (2006)
- Dzsúsin enbu (獣神演武; Hepburn: Jūshin enbu?, ’Hősmesék’; angol nyelvterületen Hero Tales) (2006–2010)[14]
- Hjakusó kizoku (百姓貴族; Hepburn: Hyakushō kizoku?, ’Nemes gazdálkodó’; angol nyelvterületen Noble Farmer) (2008)
- Gin no szadzsi (銀の匙; Hepburn: Gin no saji?, ’Ezüstkanál’; angol nyelvterületen Silver Spoon) (2011–2019)
- Arslan szenki (アルスラーン戦記; Hepburn: Arusurān senki?, ’Arslan-hadtörténet’; angol nyelvterületen The Heroic Legend of Arslan) (2013–)

## Díjai
- 1999: 9. 21st Century Shōnen Gangan Award a Stray Dogért[2]
- 2003: 49. Shogakukan manga-díj, sónen kategóriában a Fullmetal Alchemistért[8]
- 2011: 15. Tezuka Oszamu Kulturális Díj, „új művész díj” kategóriában[15]
- 2011: 42. Szeiun-díj, „legjobb science fiction képregény” kategóriában a Fullmetal Alchemistért[16]
- 2012: 5. Manga Taisó díj a Gin no szadzsiért[17]
- 2012: 58. Shogakukan manga-díj, sónen kategóriában a Gin no szadzsiért[11]
- 2013: a japán Földművelésügyi, Erdészeti és Halászati Hivatal által kiosztott, a japán ételkultúra megismertetésért járó elismerés fődíja a Gin no szadzsiért[18]

## Fordítás
- Ez a szócikk részben vagy egészben  a   Hiromu Arakawa című angol Wikipédia-szócikk ezen változatának fordításán alapul.  Az eredeti cikk szerkesztőit annak laptörténete sorolja fel. Ez a jelzés csupán a megfogalmazás eredetét és a szerzői jogokat jelzi, nem szolgál a cikkben szereplő információk forrásmegjelöléseként.